# کریستین کائوز
کریستین کائوز (انگلیسی: Cristian Cauz؛ زادهٔ ۱۵ اوت ۱۹۹۶) بازیکن فوتبال است.
از باشگاه‌هایی که در آن بازی کرده‌است می‌توان به باشگاه فوتبال پیاچنزا اشاره کرد.